# Nifon Mihăiță
Nifon Mihăiță (n. 5 ianuarie 1944, Crețești-Vidra, județul Ilfov (interbelic)) este un arhiepiscop român, membru al Sfântului Sinod al Bisericii Ortodoxe Române, Exarh Patriarhal pentru relațiile Patriarhiei Române cu instituțiile creștine internaționale și cu instituțiile europene. Ziarul Evenimentul zilei a publicat în 2 aprilie 2001 extrase dintr-o notă de convorbire din 1975, în care Nifon informa autoritățile comuniste asupra exilului românesc din Londra, oferind informații despre Ion Rațiu și fostul suveran Mihai al României, printre alții.

## Viața

### Studii
Urmează școala generală în Crețești-Vidra, după care studiază la Seminarul Teologic București de unde absolvă în 1964. În 1968 își încheie studiile universitare ale Facultății de Teologie București. Imediat după absolvirea facultății se pregătește pentru doctorat în Teologie Biblică, care se încheie în 1971. Aflat în Anglia își continuă studiile postuniversitare de doctorat. În 1972, participă la cursuri post-doctorale în Israel la Colegiul Anglican din Ierusalim. În 1977/78 participă la cursuri post-doctorale de Teologie Biblică la Facultatea de Teologie a Universității din Geneva, Elveția, iar în 1981 la Universitatea Catolică „Sfântul Paul” Ottawa, Canada. Din 2001 este profesor universitar și din 2000 Decan al Facultății de Teologie Litere din Târgoviște. 

### Activitate
Devine din 1967 profesor și pedagog la Seminarul Teologic București, unde rămâne până în 1970. Între 1970 și 1975 este secretar de redacție al „Almanahului Bisericesc al Parohiei Române din Londra”. Din 1975, timp de 10 ani deține funcția de Șef servicii și secretar, consilier patriarhal la Sectorul Relații Externe Bisericești. În 1981 este tuns în monahism și devine arhimandrit. Din 1982 până în 1985 este starețul Mănăstirii Antim din București. Între anii 1986 și 1992 este redactor al revistei oficiale a Patriarhiei Române „Romanian Orthodox Church News”. De asemenea din 1986 este episcop vicar patriarhal, Secretar al Sfântului Sinod, Relații externe bisericești timp de 8 ani. Din 1994 a fost numit episcop al Episcopiei Sloboziei și Călărașilor. Din 1999 devine arhiepiscop al Arhiepiscopiei Târgoviștei și mitropolit onorific cu titlu personal din 2008. În perioada 2002 -2007, Nifon Mihăiță a fost președintele Crucii Roșii Române.
La Busan în Coreea, fiind reprezentant al Bisericii Ortodoxe Române, a fost acuzat că ar fi făcut afirmații eclesiologice grave ( „Nu cunoaștem care e Biserica întemeiată de Apostoli”, „Unitatea Bisericii s-a pierdut”, „Biserica s-a divizat” etc) combătute de 5 mitropoliți greci ortodocși (IPS Serafim al Pireului, IPS Ieremia a Gortinelor, IPS Serafim al Kitirelor, IPS Andrei de Konitza și Pavlos de Glifada) într-o scrisoare către Sfântul Sinod al Bisericii Greciei și de domnul Popa Andrei Ionuț în cadrul unei conferințe ortodoxe de la Aula Facultății de Drept din București, dar și de părintele Matei Vulcănescu în siteul său personal. https://ortodoxiacatholica.wordpress.com/2013/11/15/marturia-ortodoxa-de-la-a-zecea-adunare-generala-a-consiliului-mondial-al-bisericilor-din-busan-2013-declaratia-de-unitate-si-discursul-rostit-de-mitropolitul-nifon-al-targoviste/
https://www.oikoumene.org/en/resources/documents/assembly/2013-busan/adopted-documents-statements/unity-statement
http://aktines.blogspot.com/2014/05/blog-post_1834.html

## Distincții
A fost decorat în decembrie 2000 cu Ordinul național Pentru Merit în grad de Mare Ofițer „pentru slujirea cu cinste, evlavie și dragoste de oameni a cuvântului lui Dumnezeu”.

## Publicații

### Cărți editate în străinătate
- "The Christian Orthodox-Jewish Consultation", editată în limba engleză de Nicolae Mihăiță, București, 1979;
- "Orthodox Youth and the Ecumenical Movement", edited by Nicolae Mihăiță, Geneva, 1978.

### Cărți editate în țară
- „ Ortodoxie și Ecumenism ", 192 pagini,Editura Agora, București, 2000.
- „ Misiune și viața " - 240 pagini, Editura ASA, București, 2001.
- „Profetul Miheia: Introducere și exegeză", 220 pagini, București, 2001.
- „Misiologie creștină" -255 pagini, Editura ASA, Universitatea Valahia- Târgoviște 2002.
- „Ortodox    Mission    and    Ecumenical    Perceptions" , București, 2002.
- „Teologie, cultură și dialog inter-religios, în misiunea Bisericii”, editura Bibliotheca/Valahia University Press, Târgoviște, 2014

### Articole editate în străinătate
- "Mișcarea ecumenică și Biserica Ortodoxă", în " Ecumenical Review", nr. 3, Geneva, 1987;
- "Traducerile  Sfintei  Scripturi   în  limba  română",  în  Daco- România, Freiburg, nr. 1-2, 1995;
- "An  Orthodox   View of Christian Mission",  (Perspectiva Ortodoxă a misiunii creștine),  17 pagini, în Documentele Conferinței Misiune și Evanghelizare, San Antonio, 1989;

### Articole publicate în țară
- "Dreptatea lui Iahve și Dreptatea lui Israel", S.T., nr.5-6, 1969;
- "Psalmul 24: teologie, traducere și comentariu", G.B.,nr.3-4, 1969;
- "Vocația ecumenică a Ortodoxiei românești", în ROC News, 1989, nr.3-4.
- ”Teologie, cultură și dialog inter-religios în misiunea Bisericii”, în Ortodoxia, 2015, nr. 3

### Comunicări în cadrul conferințelor din străinătate
- " Premise   biblice   asupra   temei   ecumenice:   salvarea   sau integritatea creației", 14 pagini, ( comunicare la Simpozionul de studii teologice - Conferința Bisericilor Europene - Geneva,martie 1991);
- "A new evolution of formation of the Old Testament Canon ", (O nouă evaluare a formării Canonului Vechiului Testament), Londra, 1974, 50 de pagini, în limba engleză, (lucrare susținută la Secția Biblică a Universității din Londra);
- " The Relevance of the Archeology for the Biblical Studies - special reference to the Old Testament", (Lucrare susținută la Secția Biblică a Universității din Ierusalim 1983);
- " Poziția Bisericii Ortodoxe față de Canonul Sfintei Scripturi" 13 pagini (comunicare la Congresul Internațional de Vechiul Testament, Oxford, 1986);
- " Dialogul ortodoxo-anglican:  realizări și perspective",  18 pagini, în   Simpozion   Pro-Oriente,   Viena,   1988,   în   limba engleză;
- " Sfânta Treime ca și Comuniune - baze biblice și patristice ", comunicare   în   cadrul   Dialogului internațional   orotodoxo- anglican, 26 pagini, în " Documentele oficiale ale Dialogului teologic ", Lamberth, 1985;

### Comunicări în cadrul conferințelor din țară
- "Relația teologică și socială dintre individ și colectivitate in vechiul Israel", 14   pagini,   (comunicare   la Simpozionul ortodoxo-iudaic, octombrie 1979);